# Rhombognathus bulbosus
Rhombognathus bulbosus – gatunek roztocza z kohorty Trombidiformes i rodziny Halacaridae.
Gatunek ten został opisany w 2005 roku przez Ilse Bartscha.
Osobniki dorosłe osiągają od 349 do 370 μm długości idiosomy. Gnatosoma tylko nieco dłuższa niż szersza, ze stożkowatym ryjkiem i kulistawą nasadą. Tarczki oczne wielokątne. Przednia tarczka grzbietowa ze ściętą tylną krawędzią, a tylna tarczka grzbietowa ze szczecinami położonymi blisko brzegów. Obie tarczki grzbietowe z pierścieniowatą, wyniesioną rzeźba. Pierścień szczecin perigenitalnych otaczający otwór płciowy składa się 34 szczecin u samców i 19 do 31 u samic. Osobniki dorosłe, tritonimfy i deutonimfy mają po 3 szczecinki na kolanach odnóży I i II pary.
Gatunek znany z Singapuru, gdzie żyje w łatkach zielonych glonów porastających pnie w lasach namorzynowych.